# Avenida Príncipes de España (Santa Cruz de Tenerife)
La Avenida Príncipes de España es la más importante y concurrida del barrio de Ofra, perteneciente al distrito Ofra-Costa Sur del municipio de Santa Cruz de Tenerife (Canarias, España). Dicha avenida termina (o empieza) en la rotonda de Taco, ampliada y reconstruida por Metropolitano de Tenerife, empresa encargada de la gestión del tranvía de dicha isla. 
La avenida tiene un paseo central con árboles (generalmente, laureles de la India) a los lados. También, a la derecha y a la izquierda pasa el tranvía, cuyas vías están embutidas en un "manto" de césped natural. También a los lados hay dos carriles para vehículos en cada sentido. Paseando por aquí, se puede apreciar: a la izquierda: el CIFP César Manrique, el CIFP Virgen de Candelaria, el Centro Comercial Yumbo, el Centro de Salud Ofra, el CEIP Las Delicias y diversos edificios (entre ellos, la urbanización Juan XXIII) y en frente la urbanización Las Retamas. A la derecha: diversos locales: venta de ropa, Correos, una sucursal de CajaCanarias, una biblioteca, una ferretería, una joyería, etc, el centro comercial Los Príncipes, diversos edificios y locales. En el medio y en el final de la avenida se encuentran dos paradas de la línea 1 del tranvía, respectivamente: Príncipes de España (en honor a la avenida) y Hospital La Candelaria (en honor al hospital de dicho nombre que se encuentra justo enfrente del final de la avenida).